# 2MASS J05233822−1403022
 (septembre 2023).
Si vous disposez d'ouvrages ou d'articles de référence ou si vous connaissez des sites web de qualité traitant du thème abordé ici, merci de compléter l'article en donnant les références utiles à sa vérifiabilité et en les liant à la section « Notes et références ».
Désignations
2MASS J0523−1403 est une naine rouge de très faible masse ou une naine brune de masse très élevée située à  environ 40 années-lumière de la Terre dans la constellation du Lièvre. Elle présente une magnitude visuelle très faible de 21,05 et une température effective basse de 2 074 K. Elle est visible principalement avec les grands télescopes sensibles à la lumière infrarouge. 2MASS J0523−1403 a été observé pour la première fois dans le cadre du Two-Micron All-Sky Survey (abrégé en 2MASS).

## Caractéristiques
2MASS J0523−1403 a une luminosité de 0,000 126 L☉, un rayon de 0,086 R☉ et une température effective de 2 074 K. Ces valeurs sont actuellement les plus basses connues pour une étoile de la séquence principale. Elle a une classification stellaire de L2,5 et un indice de couleur V−K de 9,42. Sa masse est estimée à 67,54 ± 12,79 MJ (0,0644 ± 0,0122 M☉). L'observation avec le télescope spatial Hubble n'a détecté aucun compagnon au-delà de 0,15 seconde d'arc. Des émissions radio sporadiques ont été détectées par le VLA en 2004. Des émissions H-alpha (Hα) ont également été détectées, signe d'une activité chromosphérique.

## Limite de combustion de l'hydrogène
Les membres du groupe RECONS ont récemment[Quand ?] identifié 2MASS J0523−1403 comme représentative des plus petites étoiles possibles. Son petit rayon se situe aux minimums locaux des tendances rayon-luminosité et rayon-température. Ce minimum local devrait se produire à la limite de combustion de l'hydrogène en raison des différences dans les relations rayon-masse des étoiles et des naines brunes. Contrairement aux étoiles brûlant de l'hydrogène, les naines brunes diminuent de rayon à mesure que leur masse augmente car leurs noyaux sont soutenus par la pression de dégénérescence. Au fur et à mesure que la masse augmente, une fraction croissante de la naine brune est dégénérée, ce qui fait que son rayon rétrécit à mesure que sa masse augmente. La masse stellaire minimale est estimée entre 0,07 et 0,077 M☉, comparable à la masse de 2MASS J0523−1403.